# Том Томсон
Томас Џон Томсон (енгл. Thomas John Thomson; Клермонт, 5. август 1877 — Језеро Каное, 8. јул 1917) био је канадски уметник који је живео почетком 20. века. Он је утицао на групу канадских сликара који су постали познати. Умро је под мистериозним околностима у језеру Каное у Канади.

## Лични живот
Рођен је у граду Клермонт у Канади, 5. август 1877.. Родитељи су му били Џон и Маргарет Томсон. Године 1899. је почео да ради у продавници, чији је власник био добар пријатељ Томова оца. Убрзо је отпуштен. Хтео је учествовати у Другом Бурском рату, али није примљен због лошег здравственог стања.

## Смрт
Томсон је нестао док је на језеру ловио рибу у кајаку, 8. јула 1917, а његово је тело пронађено осам дана касније. На телу је било много модрица. Око нога му је био обмотан најлон. Званични узрок смрти био је да се угушио, али у његовим плућима није било воде. Будући да се није могао угушити многи постављају питање шта му се десило.